# پی‌رجه
پی رجه، روستایی  از توابع بخش مرزن‌آباد شهرستان چالوس در استان مازندران ایراناست.

## جمعیت
این روستا در دهستان کوهستان (چالوس) قرار دارد و براساس سرشماری مرکز آمار ایران در سال ۱۳۸۵، جمعیت آن ۲۱ نفر (۸ خانوار) بوده‌است.  مردم پی رجه از قومیت طبری هستند. مردم پی رجه به زبان طبری با گویش چالوسی سخن می‌گویند.